# Diocesi di Drua
La diocesi di Drua (in latino Dioecesis Druensis) è una sede soppressa e sede titolare della Chiesa cattolica.

## Storia
Drua, identificabile con Henchir-Bou-Driès nell'odierna Tunisia, è un'antica sede episcopale della provincia romana di Bizacena.
Sede pressoché sconosciuta, se non fosse che in occasione della conferenza svoltasi a Cartagine nel 411, che vide riuniti assieme i vescovi cattolici e donatisti dell'Africa, era presente il donatista Antonianus episcopus Druensis.
Dal 1933 Drua è annoverata fra le sedi vescovili titolari della Chiesa cattolica; dal 14 giugno 2014 il vescovo titolare è John Joseph Jenik, già vescovo ausiliare di New York.

## Cronotassi dei vescovi
- Antoniano † (menzionato nel 411) (vescovo donatista)

## Cronotassi dei vescovi titolari
- Guillaume Marie van Zuylen † (9 luglio 1951 - 7 dicembre 1961 succeduto vescovo di Liegi)
- Jozef-Maria Heuschen † (25 luglio 1962 - 13 giugno 1967 nominato vescovo di Hasselt)
- Manuel Pío López Estrada † (18 aprile 1968 - 31 dicembre 1970 dimesso)
- Karl Christian Ebert † (20 luglio 1973 - 12 novembre 1974 deceduto)
- Paul-Werner Scheele † (20 gennaio 1975 - 31 agosto 1979 nominato vescovo di Würzburg)
- Wolfgang Kirchgässner † (29 novembre 1979 - 26 marzo 2014 deceduto)
- John Joseph Jenik, dal 14 giugno 2014